# La Minute de Kad et Olivier
 (mai 2023).
 (mai 2023).
Si vous disposez d'ouvrages ou d'articles de référence ou si vous connaissez des sites web de qualité traitant du thème abordé ici, merci de compléter l'article en donnant les références utiles à sa vérifiabilité et en les liant à la section « Notes et références ».
La minute de Kad et Olivier est un programme court de Kad et Olivier et Jonathan Lambert, constitué de courts sketchs récurrents de deux minutes, diffusé à partir de 2002 dans l'Hypershow, et dans 22 minutes chrono. Parmi les sketchs de la minute de Kad et Olivier se trouvent la parodie de jeu télévisé Kamoulox.

## Histoire
Après avoir présenté La Grosse Émission sur la chaîne Comédie ! entre 1999 et 2001, le duo démarre à la rentrée 2002 La minute de Kad et Olivier sur Canal+ dans l'Hypershow et 22 minutes chrono.

## Émissions récurrentes
- Kamoulox, une parodie de jeu-télévisé ;
- Les frères Silver, émission pour apprendre à combattre avec des objets qui vous entourent ;
- Les chanteurs inconnus, parodie d'émission qui fait découvrir de nouveaux talents ;
- Sergent Pepper, parodie d'émission on l'on voit des opérations policières "très musclées" ;
- Chagrin et jalousie, parodie de série dans la lignée des feux de l'amour ;
- Renkontres, parodie d'émission qui organise des "renkontres" avec des cas surnaturels ("Vous avez mangé votre voisin, contactez-nous") ;
- Les bandes-annonces, incompréhensibles, les acteurs ne sachant pas ce qu'ils jouent ;
- Toilet zone, parodie de série dans les toilettes d'une discothèque.